# German Rex
German Rex ist eine Hauskatzenrasse. 

## Merkmale
Rassebildendes Merkmal ist das gelockte oder gewellte Fell, das sich samtig weich wie ein Maulwurfspelz anfühlt. Die Grannenhaare sind unterentwickelt und die Leithaare fehlen. Die Schnurrhaare sind verkürzt und gekrümmt. Die Gestalt der German Rex ist mittelgroß und kräftig, aber nicht plump. Sie hat einen gerundeten Kopf mit kräftigen Wangen und einer leichten Einbuchtung am Nasenansatz. Ihre Augen sind mittelgroß und rund, die Ohren haben gerundete Spitzen, die Beine sind verhältnismäßig feingliedrig mit ovalen Pfoten. Ihre Gesamterscheinung entspricht einer schlanken Hauskatze.

### Fell
Das Rexfell ist anders als das Normalfell und das wesentliche Merkmal der German Rex. Durch das Fehlen der Grannenhaare fasst sich das Fell weich und samtig wie ein Maulwurfpelz an. Es ist weicher als das der Devon Rex. Das Fell ist kurz und plüschartig, mit eindeutiger Tendenz zur Welligkeit oder Lockung. Abgeschlossen ist die Lockenentwicklung oft erst mit zwei Jahren. Bei Jungtieren ist das zu berücksichtigen. Die Schnurrhaare sind etwas kürzer als Normal und leicht gekrümmt.
Die Anlage für das gelockte Fell ist eine Defektmutation des Haarwachstums und wird autosomal rezessiv vererbt. Sie ist identisch mit der Mutation, der die Cornish-Rex-Katze ihr gelocktes Fell verdankt.

## Geschichte
Als älteste Rex-Katzenrasse zeigt ein Foto aus dem Jahre 1930 oder 1931 den blau-grauen Kater Munk als Vertreter dieser Rasse, der in Königsberg lebte.
Die ersten Rex-Katzen in Westeuropa, die wir kennen, sind nicht das Ergebnis einer gezielten Züchtung, sondern haben ihre Entdeckung einem Zufall zu verdanken. Im Jahre 1950 entdeckte die Katzenzüchterin Nina Emismore in Cornwall, England, im Wurf einer stammbaumlosen Kurzhaarkatze ein Kätzchen mit einem Fell, das dem der Rexkaninchen ähnlich sah. Es war plüschartig und gewellt. Auch die Schnurrhaare und Augenbrauen waren gekräuselt. Die Ursache dafür war eine Mutation.
Die Besitzerin nannte das Tier Rex-Katze. Es wurde die Stammmutter einer neuen Rasse.

## Stamm und Zucht
Stammmutter der heutigen German-Rex-Katzen ist Lämmchen, eine Katze mit gelocktem Fell, die sich seit ungefähr 1947 im Umfeld der Hufelandklinik in Berlin-Buch aufhielt. 1951 entdeckte die Ärztin Dr. Rose Scheuer-Karpin die Katze und nahm sie bei sich auf. 1957 gebar Lämmchen zum ersten Mal gelockten Nachwuchs, Vater war Lämmchens Sohn, der glatthaarige Fridolin.
Mit Blackie II, ebenfalls einer ihrer Söhne, zeugte sie die Rex-Katzen Curlie, Christopher Columbus und Marko Polo. Nur Curlie blieb in der damaligen DDR, Marko Polo wurde nach Frankreich geschickt und Christopher Columbus kam in die USA, wo er sein Erbgut in die Rex-Katzen Zucht einbrachte.
Als Lämmchen 1967 (andere Quelle nennt 19. Dezember 1964) starb, hatte sie in Berlin(Ost) nur noch drei gelockte Nachkommen: Brutus gelangte zu Beatrice und Jeannette vom Grund in den Zwinger „vom Grund“ der Familie Barensfeld. Mit dem Hybriden Bonifatius stellten sie dort die Basis für die weitere Entwicklung der Rasse. In Westdeutschland engagierte sich ab 1973 Familie Wöllner, Cattery „von Zeitz“, in der German-Rex-Zucht.